# Tân Châu (plaats in An Giang)
Tân Châu is een thị xã in Vietnam en is de hoofdplaats van het district Tân Châu in de provincie An Giang.
Tân Châu bestaat uit de volgende phường:
1. Phường Long Châu
2. Phường Long Hưng
3. Phường Long Phú
4. Phường Long Sơn
5. Phường Long Thạnh